# Sassenheim (Luxemburg)
Sassenheim (luxemburgisch Suessemⓘ, französisch Sanem) ist eine Gemeinde im Großherzogtum Luxemburg und gehört zum Kanton Esch an der Alzette.

## Zusammensetzung der Gemeinde
Die Gemeinde Sassenheim besteht aus den Ortschaften:
- Beles, lux. Bieles, frz. Belvaux, Sitz der Gemeindeverwaltung
- Ehleringen, lux. Éilereng, frz. Ehlerange
- Sassenheim, lux. Suessem, frz. Sanem
- Zolwer, lux. Zolwer, frz. Soleuvre

## Politik

### Gemeinderat
| Gemeinderatswahl Sassenheim 2023 %403020100 32,6 %24,4 %8,7 %8,5 %8,3 %7,5 %7,3 %2,7 % LSAPCSVGréngLénkPirateADRDPFokusGewinne und Verlusteim Vergleich zu 2017 %p 10 8 6 4 2 0 −2 −4 −6−3,8 %p−2,8 %p−3,7 %p−4,5 %p+8,3 %p+3,5 %p+2,4 %p+2,7 %pLSAPCSVGréngLénkPirateADRDPFokus | Sitzverteilung im Gemeinderat Sassenheim seit 2023Insgesamt 17 Sitze - Lénk: 1 - LSAP: 7 - Gréng: 1 - Pirate: 1 - DP: 1 - CSV: 5 - ADR: 1 |

## Söhne- und Töchter der Stadt
- Raymond de Tornaco (1886–1960), belgischer Autorennfahrer